# Vztahy mezi Jihoafrickou republikou a Evropskou unií
Evropská unie (EU) má silné kulturní a historické vazby na Jihoafrickou republiku (zejména prostřednictvím imigrace z Nizozemska, Irska, Německa, Francie a Řecka). EU je největším investorem Jihoafrické republiky.

## Srovnávací tabulka
|                    | Evropská unie | Jižní Afrika |
| ------------------ | --- | --- |
| Populace           | 447 706 209 | 58 775 022 |
| Rozloha            | 4 475 757 km² | 1 221 037 km² |
| Hustota zalidnění  | 117,2/km² | 42,4/km² |
| Hlavní město       | Brusel | Pretorie |
| Vláda              | Nadnárodní a mezivládní unie | Unitární parlamentní republika |
| Současný vůdce     | Předseda Rady Charles Michel Předsedkyně Komise Ursula von der Leyenová | Prezident Cyril Ramaphosa Místoprezident David Mabuza |
| Úřední jazyky      | 24 úředních jazyků, z nichž 3 jsou považovány za „procedurální“ (angličtina, francouzština a němčina) | 11 úředních jazyků, angličtina, afrikánština, severní sothština, sesothština, setswanština, svazijština, vendština, tsonga, ndebele, xhoština, zuluština |
| Hlavní náboženství | - 71,6 % křesťanství - 45,3 % římskokatolická církev - 11,1 % protestantská církev - 9,6 % východní pravoslaví - 5,6 % ostatní křesťané - 24 % žádné náboženství - 1,8 % islám - 2,6 % jiné vyznání                                | |
| Etnické skupiny    | Němci (cca 80 milionů) Francouzi (cca 67 milionů) Italové (cca 60 milionů) Španělé (cca 47 milionů) Poláci (cca 46 milionů) Rumuni (cca 16 milionů) Nizozemci (cca 13 milionů) Řekové (cca 11 milionů) Portugalci (cca 11 milionů) | 80,7 % černí Afričané 8,8 % barevní 7,9 % bílí 2,6 % Asiaté                                                                                              |
| HDP (nominální)    | 16 477 bilionu USD, 31 801 USD na osobu | 369 854 miliardy USD, 6 193 USD na osobu |

## Dohody
Od konce apartheidu v Jihoafrické republice vztahy mezi EU a Jihoafrickou republikou vzkvétaly a v roce 2007 zahájily „strategické partnerství“. V roce 1999 obě strany podepsaly dohodu o obchodu, rozvoji a spolupráci (TDCA), která vstoupila v platnost v roce 2004, přičemž některá ustanovení se uplatňují od roku 2000. Dohoda TDCA se týkala široké škály otázek od politické spolupráce, přes rozvoj, až k vytvoření zóny volného obchodu. Časové plány liberalizace byly dokončeny do roku 2012. Od podpisu Dohody se obchod se zbožím mezi oběma partnery zvýšil o více než 120 % a přímé zahraniční investice vzrostly pětinásobně.

## Obchod
Jihoafrická republika je největším obchodním partnerem EU v jižní Africe a má s EU dohodu o volném obchodu. Hlavním vývozním artiklem Jihoafrické republiky do EU jsou paliva a těžební produkty (27 %), stroje a dopravní zařízení (18 %) a další polotovary (16 %). Evropský export do Jihoafrické republice tvoří především stroje a dopravní zařízení (50 %), chemikálie (15 %) a další polostroje (10 %).
| Obchod mezi EU a Jižní Afrikou v roce 2013 | Obchod mezi EU a Jižní Afrikou v roce 2013 | Obchod mezi EU a Jižní Afrikou v roce 2013 | Obchod mezi EU a Jižní Afrikou v roce 2013 |
| Směr obchodu                               | Zboží                                      | Služby                                     | Investiční akcie                           |
| ------------------------------------------ | ------------------------------------------ | ------------------------------------------ | ------------------------------------------ |
| z EU do Jihoafrické republiky              | 24,5 miliardy eur                          | 7,2 miliardy eur                           | 41,8 miliardy eur                          |
| z Jihoafrické republiky do EU              | €15.6 billion                              | 4,5 miliardy eur                           | 7,7 miliardy eur                           |